# کالوم گای
کالوم گای (انگلیسی: Callum Guy؛ زادهٔ ۲۵ نوامبر ۱۹۹۶) بازیکن فوتبال اهل بریتانیا است.
از باشگاه‌هایی که در آن بازی کرده‌است می‌توان به باشگاه فوتبال بلکپول اشاره کرد.